# Pratt & Whitney Canada PW100
Pratt & Whitney Canada PW100 je rodina turbovrtulových leteckých motorů s výkonem od 1 800 do 5 000 shp (1 300—3 700 kW) vyráběných kanadskou společností Pratt & Whitney Canada. První byly uvedeny na trh v roce 1984. V oblasti regionálních dopravních letounů k roku 2016 představují 89 % instalovaných pohonných jednotek, čímž tomuto tržnímu segmentu dominují před výrobky srovnatelné kategorie firem Allison a GE Aviation.

## Konstrukce
Typ, původně označený PT7, užívá relativně nezvyklou tříhřídelovou konstrukci. U rodiny verzí PW100 odstředivý nízkotlaký rotor poháněný jednostupňovou nízkotlakou turbínou přeplňuje plyny odstředivý vysokotlaký rotor poháněný jednostupňovou vysokotlakou turbínou, zatímco verze PW150 k přeplňování používá třístupňový nízkotlaký axiální kompresor. Výkon je na excentricky umístěný reduktor pohánějící vrtuli přenášen třetí hřídelí, spojenou s dvoustupňovou volnou turbínou.

## Varianty

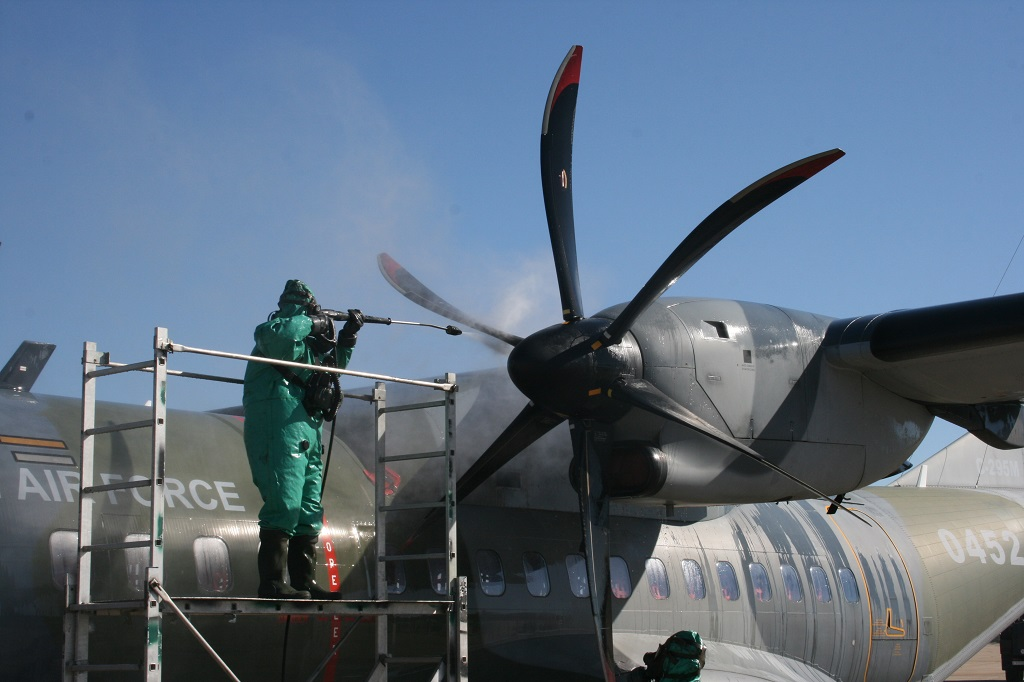
Motor řady P&WC 100 na letounu CASA C-295 Vzdušných sil AČR

### Verze pro pohon letadel

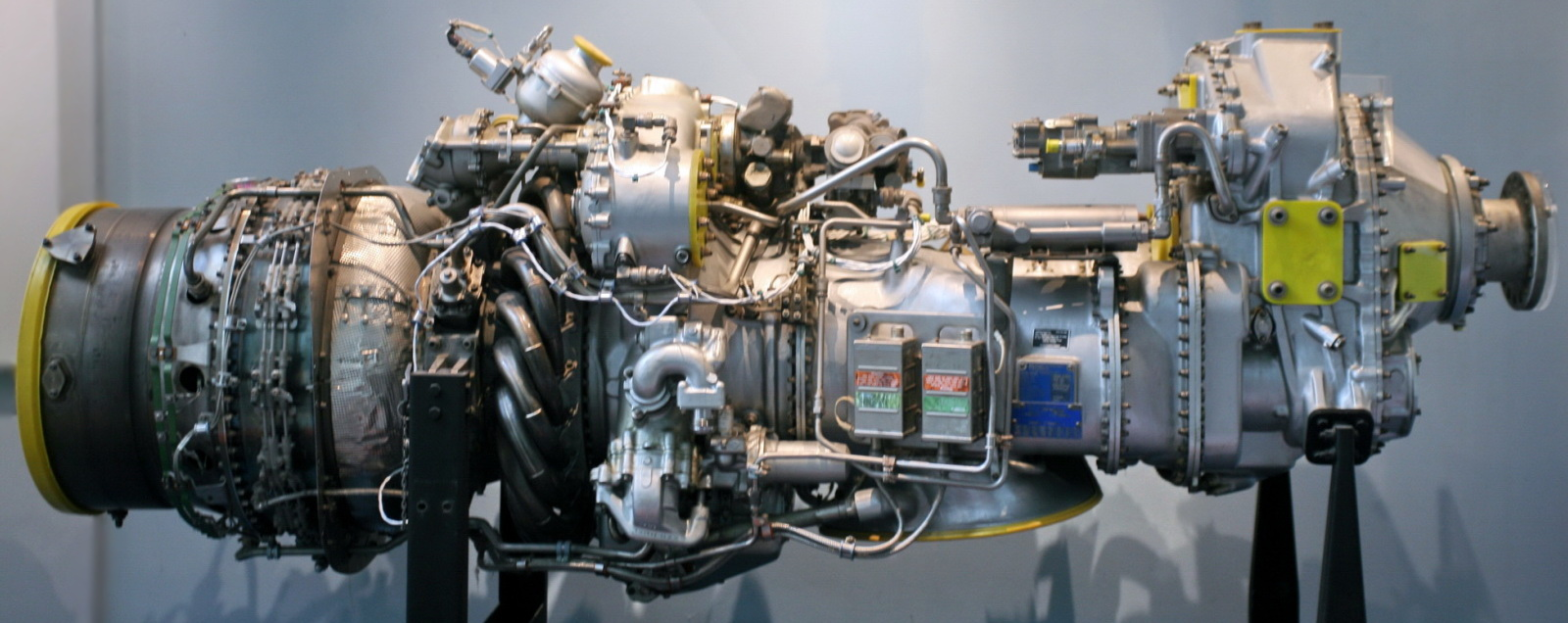
Pratt & Whitney Canada PW123

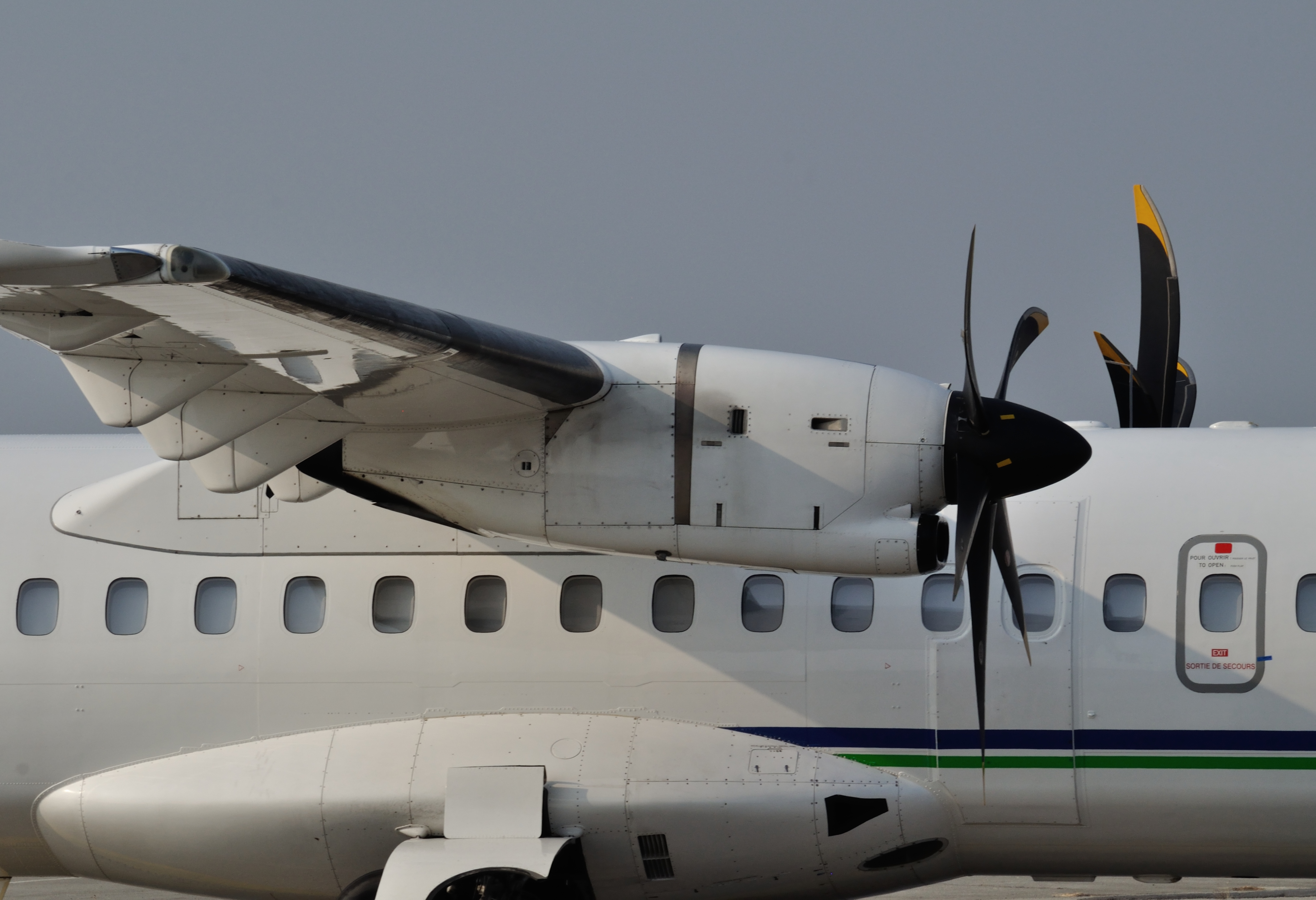
Motor PW127E instalovaný na letounu ATR 42-500 společnosti HOP!

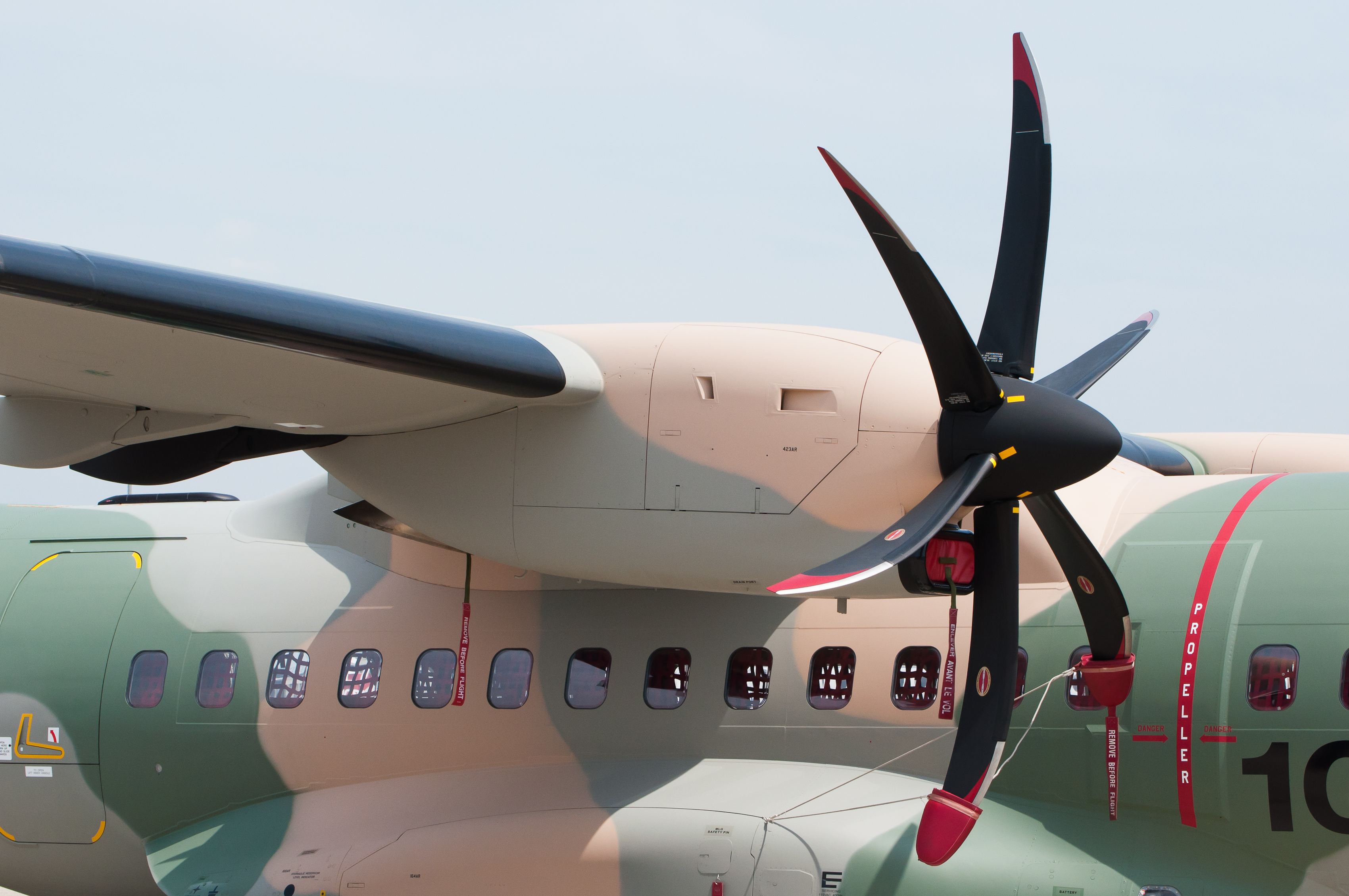
PW127G na letounu CASA C-295, aerosalon v Paříži 2013

PW115
Verze s výkonem 1 500 shp (1 100 kW) Vyřazena z provozu.
PW118
Verze certifikovaná v roce 1986, s maximálním trvalým výkonem 1 892 eshp (1 411 kW), modifikovatelná na PW118A.
PW118A
Varianta certifikovaná v roce 1987 s maximálním trvalým výkonem 1 893 eshp (1 412 kW), modifikovatelná na PW118B.
PW118B
Certifikována v roce 1996 s maximálním trvalým výkonem 1 892 eshp (1 412 kW).
PW119
Verze vyřazená ze služby.
PW119A
Verze certifikovaná 1992 s maximálním trvalým výkonem 1 948 eshp (1 453 kW), přestavitelná na PW119B.
PW119B
Certifikovaná v roce 1993 s maximálním trvalým výkonem 1 941 eshp (1 448 kW), modifikovatelná na PW119C.
PW119C
Verze certifikovaná v roce 1995 s maximálním trvalým výkonem 1 941 eshp (1 448 kW), modifikovatelná na PW119B.
PW120
Certifikovaná v roce 1983 s maximálním trvalým výkonem 1 787 eshp (1 333 kW), modifikovatelná na PW121.
PW120A
Verze certifikovaná v roce 1984 s maximálním trvalým výkonem 1 892 eshp (1 411 kW), modifikovatelná na PW121.
PW121
Certifikována v roce 1987 s maximálním trvalým výkonem 2 044 eshp (1 524 kW), modifikovatelná na PW120.
PW121A
Verze certifikovaná v roce 1995 s maximálním trvalým výkonem 1 992 eshp (1 465 kW).
PW123
Verze certifikovaná v roce 1987 s maximálním trvalým výkonem 2 261 eshp (1 687 kW), modifikovatelná na PW123B, C, D nebo E.
PW123AF
Verze certifikovaná v roce 1989 s maximálním trvalým výkonem 2 261 eshp (1 686 kW), modifikovatelná na PW123.
PW123B
Verze certifikovaná v roce 1991 s maximálním trvalým výkonem 2 262 eshp (1 687 kW), modifikovatelná na PW123.
PW123C
Verze certifikovaná v roce 1994 s maximálním trvalým výkonem 2 054 eshp (1 532 kW), modifikovatelná na PW123 nebo D.
PW123D
Certifikována 1994 s maximálním trvalým výkonem 2 054 eshp (1 532 kW), modifikovatelná na PW123 nebo C.
PW123E
Verze certifikovaná v roce 1995 s maximálním trvalým výkonem 2 261 eshp (1 687 kW), modifikovatelná na PW123.
PW124
Vyřazena ze služby.
PW124A
Vyřazena ze služby.
PW124B
Verze certifikovaná v roce 1988 s maximálním trvalým výkonem 2 522 eshp (1 881 kW), modifikovatelná na PW123 nebo PW127.
PW125
Vyřazena ze služby.
PW125A
Vyřazena ze služby.
PW125B
Verze certifikovaná v roce 1987 s maximálním trvalým výkonem 2 261 eshp (1 687 kW).
PW126
Verze certifikovaná v roce 1987 s maximálním trvalým výkonem 2 323 eshp (1 732 kW), modifikovatelná na PW123 nebo PW126A.
PW126A
Verze certifikovaná v roce 1989, s maximálním trvalým výkonem 2 493 eshp (1 859 kW), upravitelná na PW123 nebo PW127D.
PW127
Verze certifikovaná v roce 1992 s maximálním trvalým výkonem 2 619 eshp (1 953 kW), modifikovatelná na PW127C, E nebo F.
PW127A
Verze certifikovaná v roce 1992 s maximálním trvalým výkonem 2 620 eshp (1 954 kW), modifikovatelná na PW127B.
PW127B
Verze certifikovaná v roce 1992 s maximálním trvalým výkonem 2 619 eshp (1 953 kW).
PW127C
Verze certifikovaná v roce 1992 s maximálním trvalým výkonem 2 880 eshp (2 148 kW).
PW127D
Verze certifikovaná v roce 1993 s maximálním trvalým výkonem 2 880 eshp (2 148 kW), modifikovatelná na PW127B.
PW127E
Verze certifikovaná v roce 1994 s maximálním trvalým výkonem 2 516 eshp (1 876 kW), upravitelná na PW127M.
PW127F
Verze certifikovaná v roce 1996 s maximálním trvalým výkonem 2 619 eshp (1 953 kW), modifikovatelná na PW127M.
PW127G
Verze certifikovaná v roce 1997 s maximálním trvalým výkonem 3 058 eshp (2 281 kW).
PW127H
Verze certifikovaná v roce 1998 s maximálním trvalým výkonem 2 880 eshp (2 148 kW).
PW127J
Verze certifikovaná v roce 1999 s maximálním trvalým výkonem 2 880 eshp (2 148 kW).
PW127M
Verze certifikovaná v roce 2007 s maximálním trvalým výkonem 2 619 eshp (1953 kW).
PW150A
Verze certifikovaná v roce 1998, s maximálním trvalým výkonem 5 071 shp (3 782 kW), a krátkodobě schopná dosažení až 7 000 shp. Namísto nízkotlaké jednotky uplatněné u ostatních variant užívá třístupňový nízkotlaký axiální kompresor. Používaná na typech Bombardier Q400 a Antonov An-132.

### Verze pro jiné použití
ST18M
PW100 určený pro pohon plavidel
ST40M
Označení námořní verze PW150A

## Použití

### Letadla
- Antonov An-132D (PW150A)
- Antonov An-140 (PW127A)

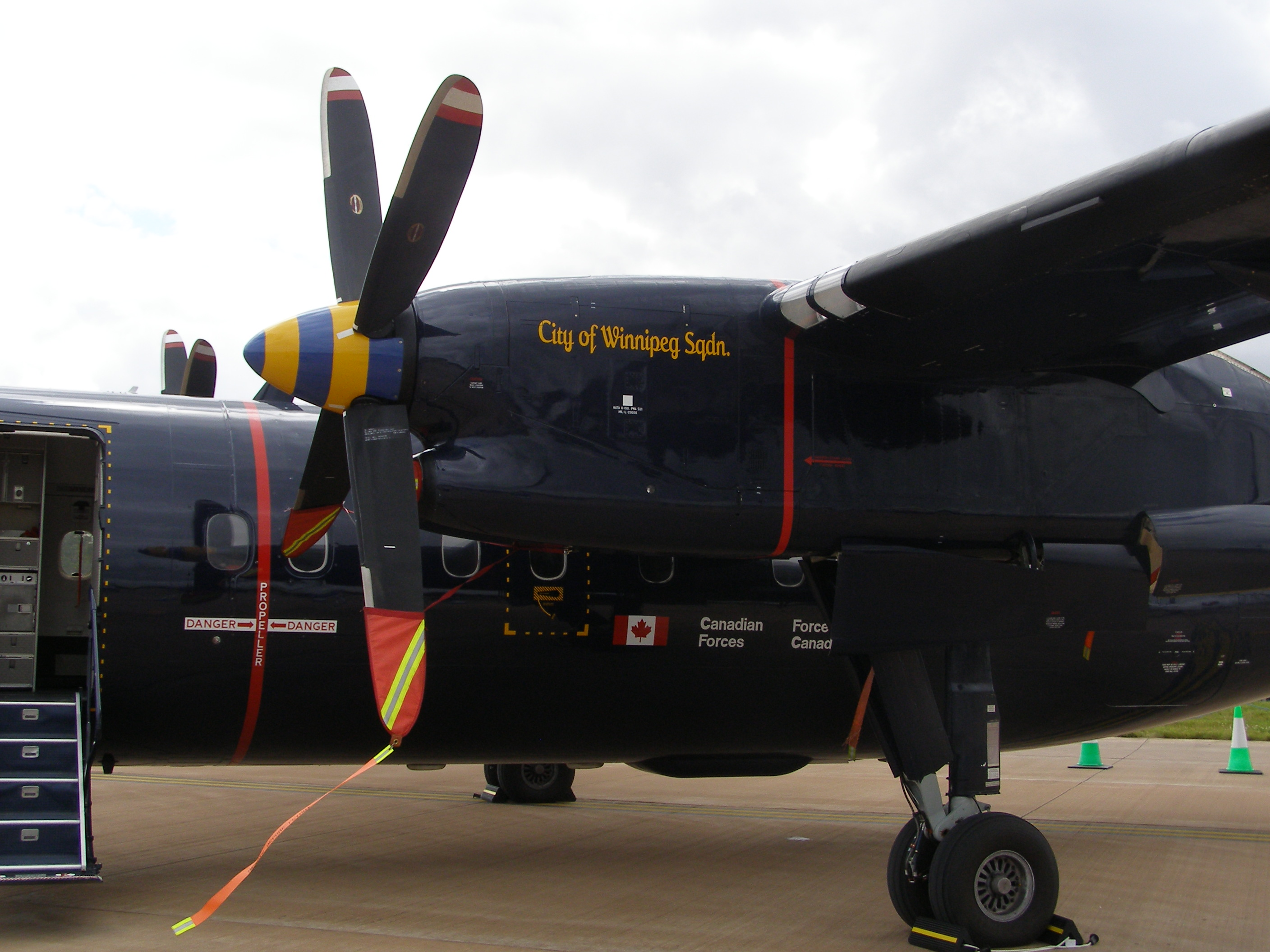
PW120A instalovaný na transportním letounu CT-142 Royal Canadian Air Force

- ATR 42 (PW120 u ATR 42-300, PW121 na -320, PW127E na -500, PW127M u -600)
- ATR 72 (PW124B u ATR 72-100/200, PW127F nebo M u -500, PW127M na -600)
- BAe ATP (PW126)
- Bombardier Q100 (PW121)
- Bombardier Q200/Q300 (PW123)
- Bombardier Q400 (PW150)
- Canadair CL-215T (PW123AF)
- Canadair CL-415 (PW123AF)
- Dornier 328 (PW119)
- EADS CASA C-295 (PW127G)
- Embraer EMB 120 Brasilia (PW115, později PW118A)
- Euromil Mi-38 (PW127TS)
- Fokker 50 (PW125B)
- Fokker 60 (PW127B)
- Iljušin Il-114-100 (PW127H)
- Xian MA60 (PW127J)

### Jiné použití
- Bombardier JetTrain
- korvety třídy Skjold

## Specifikace (PW100/150)
Údaje: PW100 PW150

### Technické údaje
- Typ: turbovrtulový motor
- Délka:2 046–2 130 mm / PW150: 2 420 mm
- Průměr: 635–679 mm / PW150: 790 mm
- Suchá hmotnost: 390,5–481,7 kg / PW150: 716,9 kg

### Součásti
- Kompresor: dvouhřídelový dvoustupňový radiální / PW150: dvouhřídelový třístupňový axiální, jednostupňový radiální[6]
- Spalovací komora: s obráceným tokem plynů[6]
- Turbína: jednostupňová nízkotlaká, jednostupňová vysokotlaká, dvoustupňová volná[6]
- Palivo: letecký kerosin Jet A, A-1/JP8, Jet B/JP4, JP5/JP1 (PW150)
- Mazání: uzavřený systém[7]

### Výkony
- Maximální výkon: 1 342–1 846 kW (1 800–2 476 hp) (PW150: 3 415 kW (4 580 hp) + 3,412 kN (767 lbf) tahu)
- Teplota na vstupu turbíny:
  - Běžná startovní: 750-816 °C (PW150: 880 °C)
  - Maximální startovní režim: 950 °C (PW150: 920 °C) (omezení na 5 sekund)
- Měrná spotřeba paliva: g/kWh
- Poměr výkon/hmotnost: 3,44–3,83 kW/kg (2,09–2,33 hp/lb) (PW150: 4,76 kW/kg (2,90 hp/lb))

| Série     | ESHP  | SHP   | Max. otáčky vrtule | Výška     | Šířka    | Délka     | Použití                                                                           |
| --------- | ----- | ----- | ------------------ | --------- | -------- | --------- | --------------------------------------------------------------------------------- |
| PW118     | 2 180 | 1 800 | 1 300              | 78,74 cm  | 63,5 cm  | 205,74 cm | Embraer 120                                                                       |
| PW120     | 2 400 | 2 100 | 1 200              | 78,74 cm  | 63,5 cm  | 213,36 cm | ATR 42-300/320, Dash 8 Q100                                                       |
| PW123/124 | 3 000 | 2 400 | 1 200              | 83,82 cm  | 66,04 cm | 213,36 cm | Bombardier Dash 8 Q200/Q300, Canadair CL-215T/CL-415                              |
| PW127     | 3 200 | 2 750 | 1 200              | 83,82 cm  | 66,04 cm | 213,36 cm | An-140, ATR 42-400/500/600, ATR 72-210/500/600, CASA C-295, Il-114-100, Xian MA60 |
| PW150     | 6 200 | 5 000 | 1 020              | 111,76 cm | 76,2 cm  | 241,3 cm  | Dash 8 Q400                                                                       |